# Вивідне знання
Вивідне́ знання́ — результат теоретичної діяльності мислення, яка дає змогу з аксіоматично прийнятих чи перевірених на істинність положень (принципів) одержувати на основі логічних закономірностей (тобто умоглядно, абстраговано від безпосереднього споглядання дійсності) нові положення. 
В. з. виступає як знання, що виходить з принципів і має аналітичний характер. Його правильність опосередкована «внутрішнім досвідом» пізнання, що закріплений у формах мислення. Але В. з. не повинно суперечити фактам, воно не виключає потреби в емпіричному осмисленні його осн. ланок, поза яким перетворюється на спекуляцію. 
За правилами побудови В. з. базується на умовиводах і здійснюється у формі дедуктивної теорії (див. Дедукція), притаманної наук. пізнанню. Особливе значення має у В. з. додержання ззгальнометодологічних засад матеріалістич. діалектики (принципів категоріального синтезу, єдності теорії і практики, вчення про істину тощо) і спец, логічних методів (дедуктивної техніки, прийомів доведення та ін.). З розвитком теоретизації сучас. науки розширюються сфера і значення В. з. у пізнанні світу.